# Louis de Chantemerle
Gaspard Laurent Louis Jacquelot de Chantemerle communément appelé Louis de Chantemerle est un homme politique français, né le 16 février 1818 à Coulanges (Allier) et décédé le 12 février 1893 à Saint-Raphaël (Var).

## Biographie
Louis Jacquelot de Chantemerle est le fils de Gaspard Louis Jacquelot de Chantemerle (1783-1818) et de Marie Antoinette Préveraud de la Boutresse (1797-1878), tous deux issus de familles notables du Bourbonnais. Son grand-père maternel, Hector-François Préveraud de La Boutresse fut conseiller, puis président de chambre à la cour de Riom (1811-1830) et député de l'Allier (1815-1827).
Juge de paix, il est maire de Cindré et conseiller général du canton de Jaligny-sur-Besbre. En 1876, il est élu sénateur de l'Allier et siège à droite, avec les monarchistes. Il est battu en 1885 et quitte la vie politique.